# 매화항
매화항은 경상남도 고성군 삼산면 두포리에 있는 어항이다. 2002년 8월 6일 어촌정주어항으로 지정하여 관리하고 있다. 시설관리자는 고성군수이다.

## 어항 구역
- 수역: 매화섬 남단 돌출부에서 북서쪽 어장막(권현망)앞 선을 연결한 선내수면
- 육역: 경남 고성군 삼산면 두포리 1313-1번지 외 3필지

## 어항 시설
- 선착장 50m

## 주요 어종
- 굴, 멸치, 갯장어, 감성돔, 도다리, 갯가재, 물매기, 바지락 등